# Asagena brignolii
Asagena brignolii es una especie de araña del género Asagena, familia Theridiidae, orden Araneae. La especie fue descrita científicamente por Knoflach en 1996.
La especie se mantiene activa durante el mes de septiembre.

## Descripción
Las hembras miden 4-4,8 milímetros de longitud.

## Distribución
Se distribuye por Grecia.